# Mont Ōmine
Le mont Ōmine (大峰山, Ōmine-san) est une des 100 montagnes célèbres du Japon, située dans la préfecture de Nara au Japon et culminant à 1 719 m d'altitude.
Officiellement appelé mont Sanjō (山上ヶ岳, Sanjō-ga-take), il est plus connu sous le nom mont Ōmine en raison de sa hauteur de culminance au sein des monts Ōmine. Il fait partie du parc national de Yoshino-Kumano dans la région du Kansai de l'île Honshū.
L'Ōminesan-ji au sommet de la montagne est le quartier général de la secte shugendō du bouddhisme au Japon et toute la montagne constitue un terrain de pèlerinage et de formation pour les yamabushi.

## Histoire
Le monastère du mont Ōmine est fondé au VIIIe siècle par En no Gyōja comme centre de la nouvelle religion qu'il a fondée, le shugendō. « Shugendō » signifie littéralement « la voie de la formation et l'évaluation » et se base sur l'auto-actualisation de la puissance spirituelle sous forme expérimentale grâce à de difficiles et rigoureuses épreuves de courage et de dévouement appelées shugyō.
En 1872, au cours de l'ère Meiji, le gouvernement impérial interdit toutes les « pratiques superstitieuses », dont la croyance en des créatures folkloriques telles que les yōkai et yūrei ainsi que les interdictions relatives au sexe sur les montagnes sacrées comme le mont Fuji et tous les rituels du mont Ōmine. Durant cette période la montagne est rendue inaccessible et toutes les pratiques shugendō se déroulent en secret. Cependant, en 1945 la loi sur la culture japonaise abroge ces édits et la montagne est à nouveau ouverte à tous. Les pratiquants du shugendō retournent promptement sur le mont et restaurent leurs traditions.
En 1964, l'alpiniste et auteur Kyūya Fukada désigne le mont Ōmine à la 91e place de sa liste des 100 montagnes célèbres du Japon. Les trois critères de Fukuda pour la sélection de ses 100 célèbres montagnes sont leur grandeur physique, leur importance historique et spirituelle pour le Japon et leur individualité, ce qui signifie qu'elles doivent posséder une forme unique, un phénomène ou un événement qui leur est associés. En 1980, une superficie de 36 000 ha dans la région des monts Ōmine et Ōdaigahara est classée réserve pour l'homme et la biosphère par l'UNESCO.
En 2004, l'UNESCO l'ajoute à sa liste du patrimoine mondial sous l'intitulé Sites sacrés et chemins de pèlerinage dans les monts Kii. Cette sélection est considérée comme mettant un terme à la controverse entourant l'interdiction de la montagne aux randonneuses car elle a reçu une approbation officielle de l'UNESCO.

## Interdiction aux femmes
Traditionnellement, les femmes au Japon ne sont pas autorisées à gravir les montagnes sacrées aux religions du shinto. Bien que les origines de ces traditions soient obscures, ces zones sont interdites aux personnes impures comme celles qui ont récemment eu un décès dans leur famille ou les femmes menstruées, ce qui est considéré comme lié aux concepts shinto d'impureté, en particulier l'« impureté du sang » provoquée par la menstruation et l'accouchement.
Les autres montagnes sacrées ont différentes traditions, comme la ségrégation des sexes selon la saison, permettant aux femmes de grimper à certains moments et aux hommes de le faire à d'autres. On pense que la raison de cette interdiction est d'éliminer les pensées de tentation des moines yamabushi censés pratiquer l'abnégation stricte d'un ermite isolé dans la montagne. Finalement, les interdictions sont appelées nyonin kekkai (女人結界) et ne concernent que les femmes.
Le mont Ōmine est le centre de la religion shugendō, pratique ascétique de longue tradition. En raison de la diminution du nombre des pratiquants de l'ascétisme dans le Japon moderne, la plupart des montagnes liées au shugendō ne sont plus utilisées pour les retraites spirituelles mais sont à présent des attractions touristiques. Par conséquent, ces sites, hormis le mont Ōmine, ont supprimé leurs restrictions fondées sur le sexe.
Seul le mont Sanjō (山上ヶ岳, Sanjōgatake) conserve l'interdiction aux femmes. Le mont Inamura (稲村ヶ岳, Inamuragatake) qui constitue une partie du mont Ōmine, est réservé aux femmes et souvent appelé nyonin Ōmine (女人大峯), « Ōmine des femmes ». Le temple le plus sacré de la religion shugendō se trouve sur la colline Yamagaoka et un panneau à l'entrée de la montagne indique No Women Admitted en anglais et en japonais. Le mont Athos en Grèce, site chrétien orthodoxe, dispose d'une interdiction similaire adressée aux femmes. Des violations ont lieu chaque année par des militantes féministes mais aucune plainte n'a jamais été déposée. Chaque fois que la limite est dépassée, le temple et la communauté locale émettent une demande pour que les gens respectent leurs religion et tradition.
L'interdiction a été contestée à plusieurs reprises, mais sans succès. Ses partisans font valoir que la ségrégation sexuelle n'est pas égale à la discrimination sexuelle. Les partisans de l'interdiction indiquent également que celle-ci a une tradition ininterrompue de 1 300 ans. La désignation du mont Ōmine comme site du patrimoine mondial de l'humanité par l'UNESCO a été considérée par les critiques de l'interdiction comme ayant donné un sceau d'approbation à la pratique de ségrégation.

## Épreuves de courage
Il existe trois shugyo sur le mont Ōmine, chacune étant supposée renforcer le pouvoir spirituel du candidat. Les grimpeurs qui ne souhaitent pas passer les tests peuvent facilement les contourner.
- Kane Kane Iwa : la « pierre suspendue », aussi connue sous le nom « pierre du crabe » en raison de la position qu'il faut adopter lors de son ascension, est une falaise d'environ 10 m de haut, dont la plus grande partie est facilement franchissable. Cependant, il y a au sommet un rocher en surplomb. Pour gravir la roche, il faut se balancer au-dessus du surplomb en utilisant une longueur de la chaîne emportée pour monter.
- Nishi no Nozoki : la vue intérieure de l'Occident est une falaise d'environ 70 m de haut, environ la même hauteur que le Golden Gate Bridge. Les novices sont maintenus la tête la première sur la falaise où ils sont forcés d'admettre leurs fautes et promettent de suivre les lois sociales et religieuses.
- Byodo Iwa : le « rocher de l'égalité » n'est accessible que sur demande spéciale. C'est une tour de pierre donnant sur une profonde falaise. Plusieurs projections à partir du mur permettent aux personnes de traverser de l'autre côté.